# Monique Bastiaans
Monique Bastiaans   (1954) és una artista i escultora neerlandesa. Crea instal·lacions monumentals i intervencions efímeres en espais públics i privats. Les seues obres introdueixen elements lúdics en àmbits rurals o urbans; i fusionen forma, color i material en una unitat que provoca una sensació d'irrealitat i màgia.

## Biografia
Monique Bastiaans nasqué a Jemeppe-sur-Sambre, Mons, Bèlgica. La seua mare era belga i el seu pare neerlandés, i es traslladaren als Països Baixos. Va viure a Tilburg i a Margraten fins que es traslladà a Utrecht el 1972. Estudià en l'Acadèmia Artibus, Facultat de Belles Arts d'Utrecht, en l'especialitat d'escultura. En aquesta ciutat exposà per primera vegada el 1982 i feu obres per encàrrec per a alguns ajuntaments.
Als Països Baixos formà part de col·lectius d'artistes que compartien edificis per a treballar, i organitzaven exposicions i trobades. 
La seua residència, formació i treball als Països Baixos ha identificat Monique Bastiaans com a holandesa.
 El 1988 es va traslladar a Xiva, al País Valencià, i des de llavors resideix i treballa en aquesta localitat. Ella hi diu "m'acoble molt més als costums i la cultura d'ací que a les de Països Baixos o de Bèlgica. En temes de natura i paisatges (...) és una caixa de tresors que no deixa de sorprendre't mai. Ací, darrere d'on visc només hi ha muntanya, només hi ha natura, davant és la civilització i la ciutat". És en aquesta ciutat on començà a realitzar instal·lacions i intervencions.
Forma part d'associacions de artistes, com ara:
- AVVAC, Artistes Visuals de València, Alacant i Castelló.[5]

- AININ, Artists in Nature International Network.[6]

- NKVB, Nederlandse Kring van Beeldhouwers.[7]

- VEGAP, Visual Entitat de Gestió d'Artistes Plàstics.[8] Les ideals, 2012. Monique Bastiaans

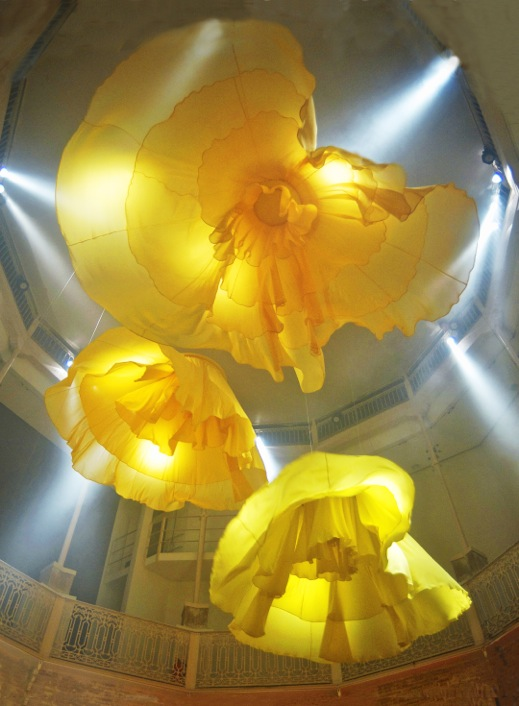
Les ideals, 2012. Monique Bastiaans

## Trajectòria
Monique Bastiaans començà treballant escultura en bronze i pintura. Posteriorment utilitzà materials oposats o materials sintètics, làtex, plàstics, etc.; en els darrers anys ha passat a materials més nets, com el cartró, el ferro i la ceràmica. També ha treballat amb engrut, que és un material natural que es pot retornar a la natura.
La seua obra destaca per les instal·lacions, intervencions i escultures gegants.
Com a artista exponent de l'art públic, ha realitzat, per a ajuntaments i diputacions, encàrrecs escultòrics, com els destinats a l'Ecoparc d'Alcoi, al parc de Marxalenes de València, la carretera del far de Cullera, Castelló de Rugat, Ansó, Saragossa, etc.
Fou seleccionada per l'escultura Atum en l'Exposició Internacional de Saragossa del 2008.
Han escrit sobre la seua obra autors com ara Manolo García, Nil Casessis, Rosa Ulpiano, Clara Muñoz i Carlos Marco, entre d'altres.
La seua obra és motiu d'anàlisi en les facultats de Belles Arts i Història de l'Art i en tesis doctorals sobre intervencions artístiques en espais naturals, com la de Gregoria Matos Romero, presentada en la Facultat de Belles Arts de la Universitat Complutense.
El 2018 la nominaren als Premis Pont del Mediterrani, Mostra Viva del Mediterrani, en la categoria de les Art Visuals, per reconéixer la contribució que afavoreix el diàleg i l'entesa entre les cultures dels pobles mediterranis.

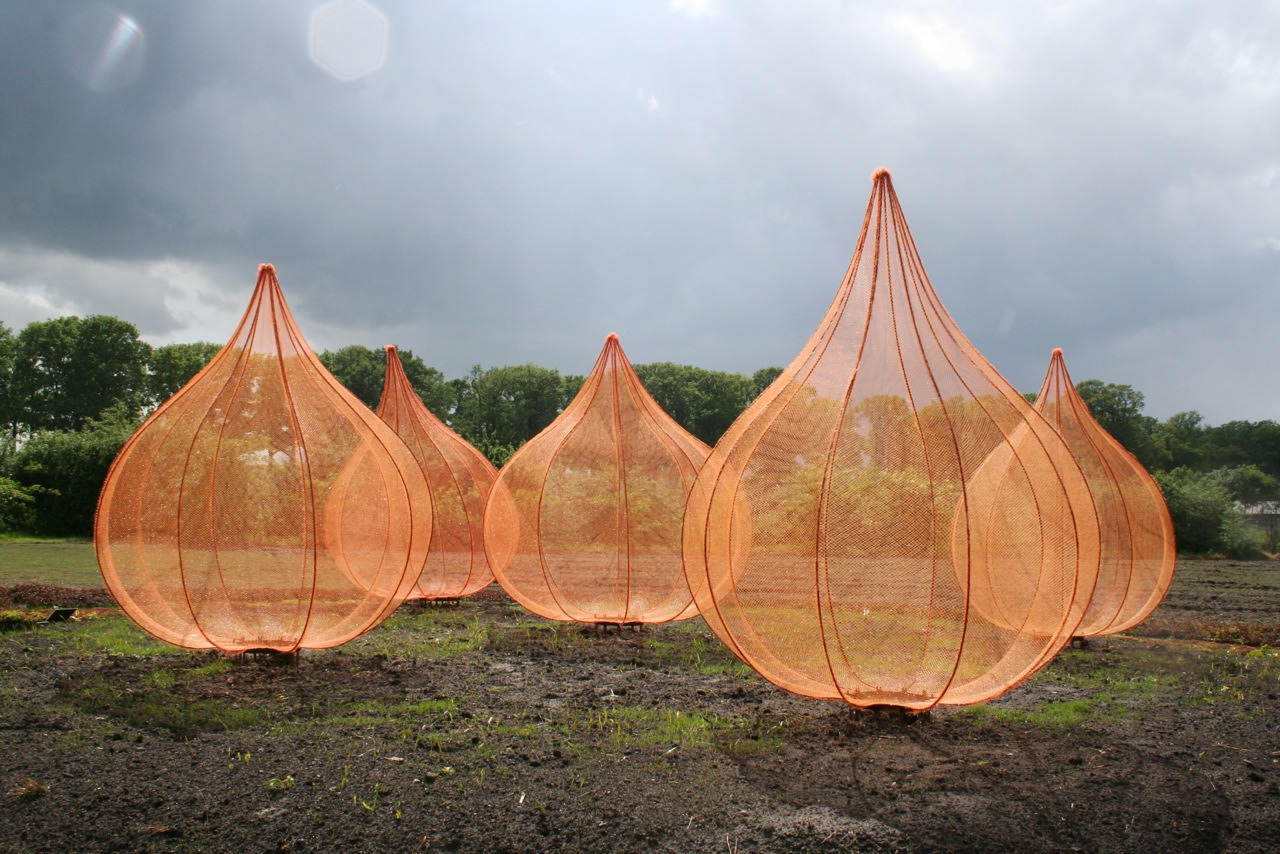
Knollen a Bollen, 2014 Monique Bastiaans

El 2020 Monique Bastiaans realitzà l'escultura del Premi a la Promoció de la Realitat Multilingüe de l'estat espanyol, concedit pels governs d'Euskadi, Catalunya, Galícia, País Valencià, Navarra i Illes Balears. L'obra és un ram de flors que representa a l'Arbre de les llengües en el qual, encara que cadascuna de les flors és diferent, el conjunt de totes elles forma una harmonia.
Ha format part dels jurats dels premis de l'associació Avvac, Artistes Visuals de València, Alacant i Castelló.

### Land Art
La seua obra també es podria enquadrar en el Land Art. Tracta d'integrar-la en l'entorn i generar-hi un diàleg. Ha participat en diferents edicions dels programes de Land Art com: El Carpio (Còrdova), Teror (Gran Canària), Uppsala (Suècia), i Brunson (Països Baixos).
En el Land Art, Bastiaans té un món particular respectuós amb el medi ambient. Les seues intervencions es presenten com un homenatge al lloc on es realitza.
Se centra en el paisatge natural i l'urbà: converteix la seua obra en una marca dins d'aquells, una fita en el paisatge establert.
Els seus referents són artistes com ara Christo i Jeanne-Claude o Goldsworthy, Mona Hatoum, Anish Kapoor, Rebecca Horn i ha manifestat admiració per Louise Bourgeois.
La seua obra intervé en l'espai obert creant un discurs entre realitat, acció i públic.
Explora i incorpora elements de rellevància en l'evolució de l'escultura, la instal·lació contemporània i l'ocupació i intervenció en espais naturals, urbans i industrials. L'ús de plàstics, làtex, tèxtils, silicones, etc., denota que recerca contínuament solucions formals, tècniques i estètiques.
Monique Bastiaans ha participat en festivals com Landart Wadden Tide en Vadehavet, Esbjerg, Dinamarca, el 2019: hi presentà una obra inspirada en el poema La conferència dels ocells del poeta Farid-ad-Din Attar. Aquesta obra, Seven Valleys, es compon de 7 escultures mòbils de ferro, alumini, ceràmica, cautxú i cristall.

### Art efímer
El 1993 comença a realitzar intervencions en espais públics i en la natura. Algunes obres seues són permanents, la majoria, però, són art efímer, que perviu pel material documental durant la realització del projecte d'art públic i els reportatges fotogràfics, enregistraments, catàlegs, etc.

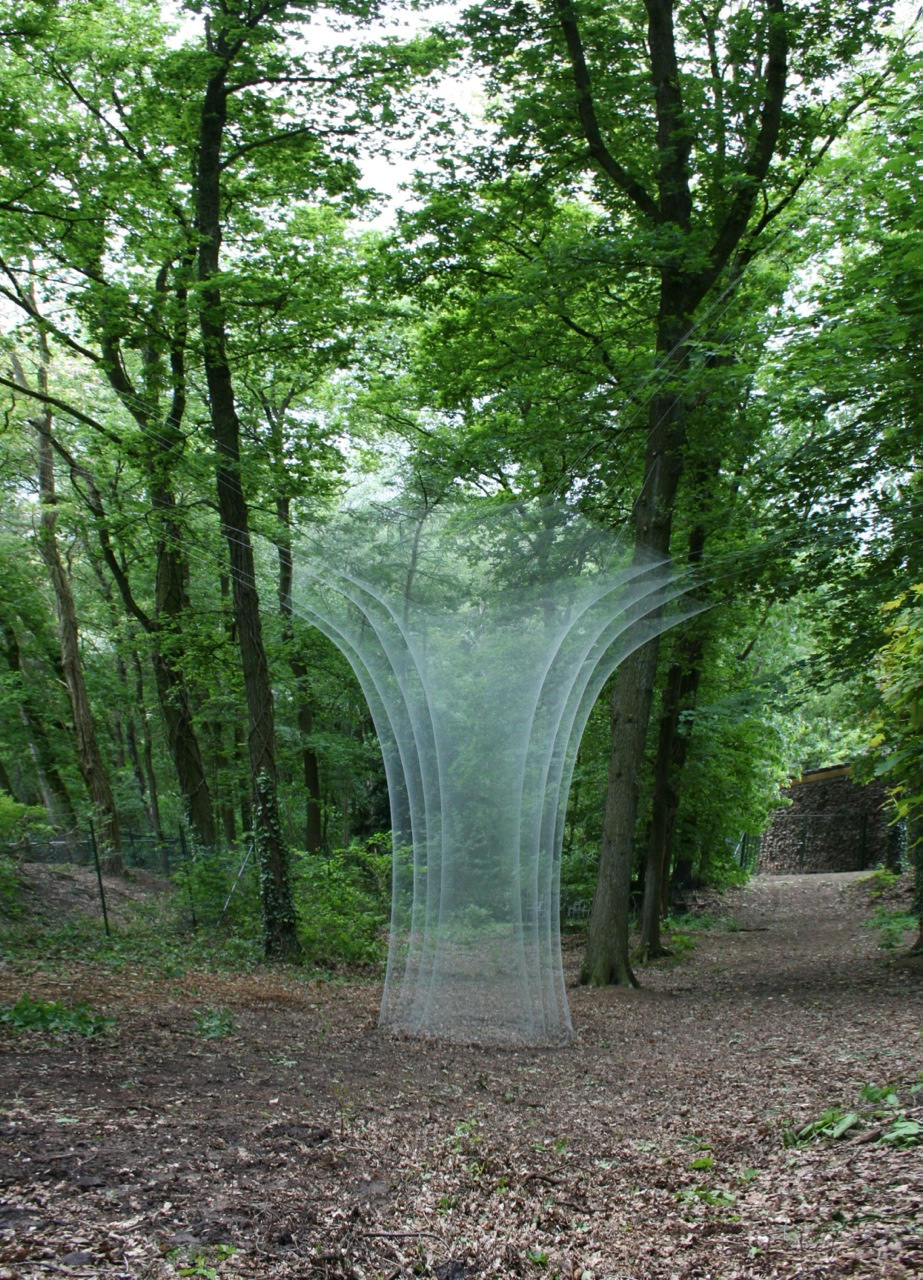
Migdia se celebra a l'interior, 2001, Monique Bastiaans

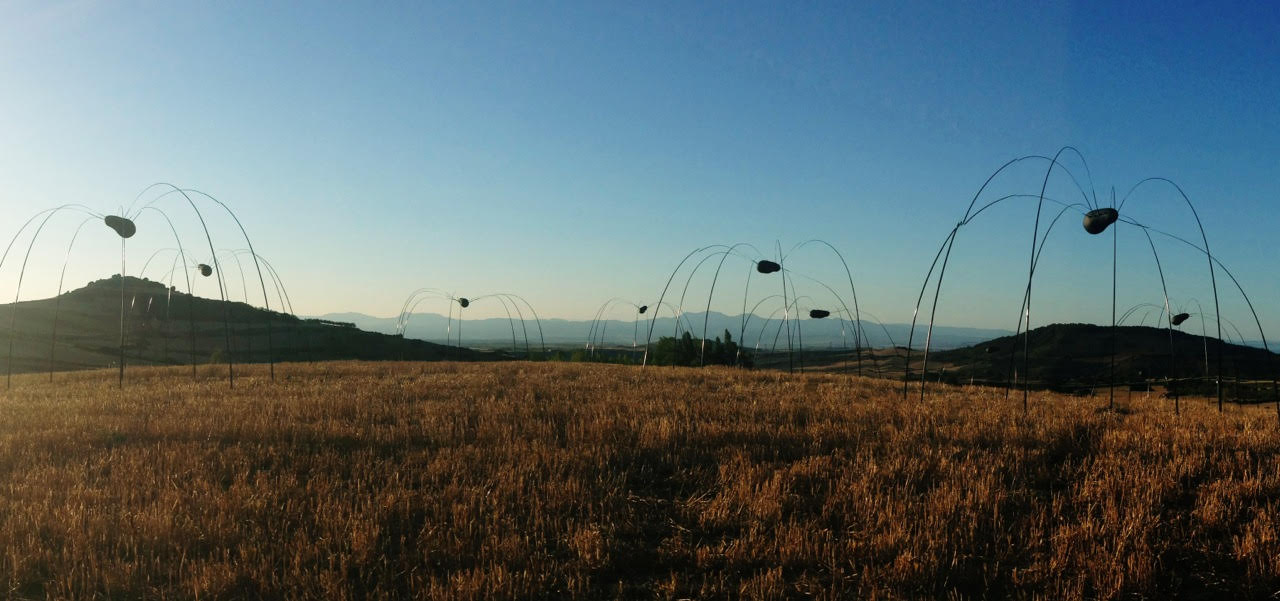
Loi Loi, 2017, Monique Bastiaans

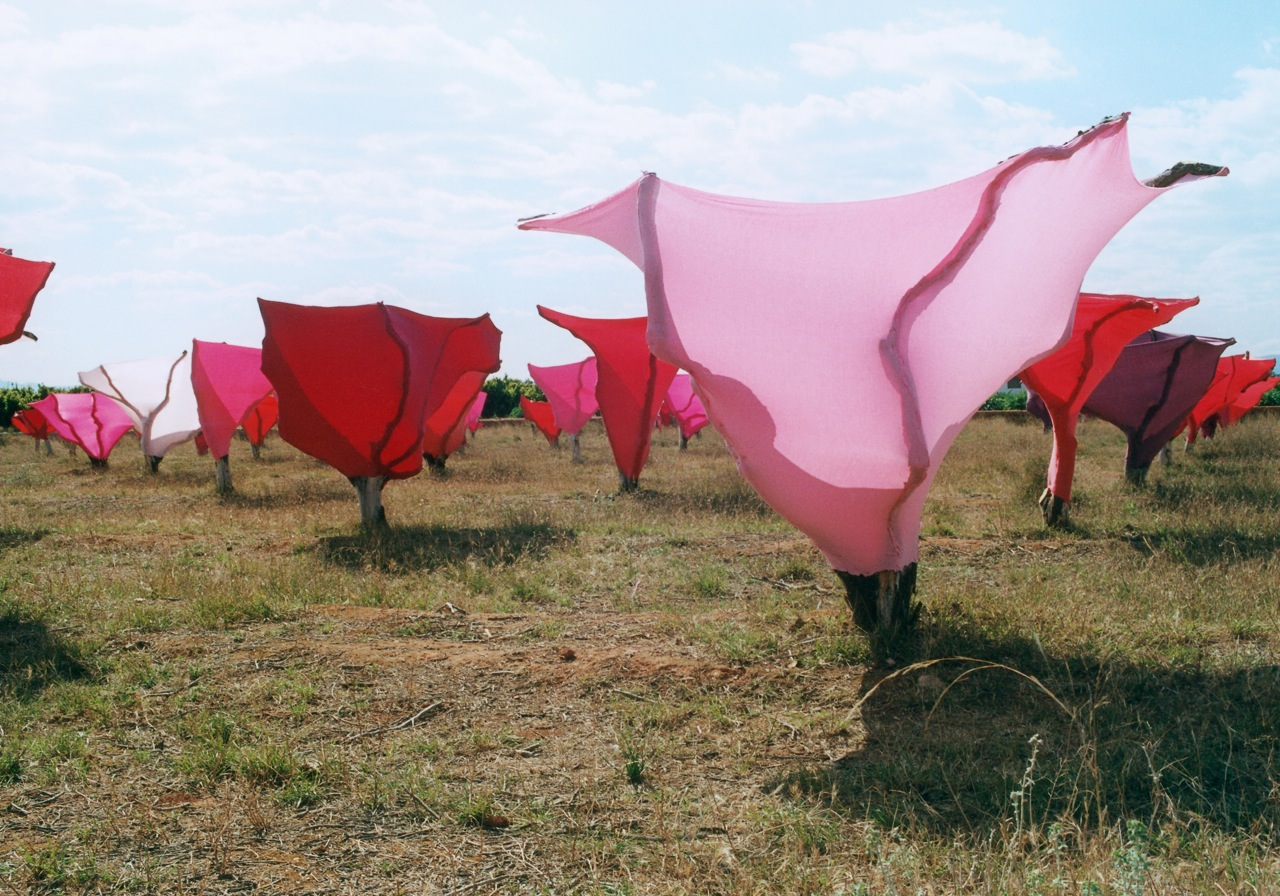
Adeu, tristesa, 2000. Monique Bastiaans

### Docència
Ha donat classes d'escultura en la facultat de Belles Arts de Conca (estat espanyol). També imparteix cursos i tallers en diferents llocs, i en el programa oficial del Màster de Producció Artística de la UPV.
Impartí tallers en les Jornades “(els) Usos de l'art_Usos d'anada i tornada”, de la Universitat de Saragossa.

## Intervencions i instal·lacions
Les seues intervencions dialoguen amb la realitat, l'acció i el públic. L'espai públic, a la ciutat o en la natura, apareix com un lloc comú, de convivència i de trobades. Algunes d'aquestes obres són:
- Follow/ Unfollow, 2018: instal·lació a les sales de la Fundació Antonio Pérez de Conca,[23] amb obres de gran format, de diferents textures i materials naturals com el cotó, serradures o ceràmica, alumini, etc. Les seues obres estan en moviment, surant, projectant ombres, reflectint la llum, incorporant música, produint sons, vibrant i oferint punts de vista que conviden a l'espectador a reflexionar. Bastiaans utilitza símbols de la ciutat, com per exemple el calze del seu escut; aborda el tema de la pervivència de les religions com a element immobilista i reaccionari enfrontat a una realitat sempre canviant.[24]

- Loi Loi, 2017. Participà en la XV mostra d'"Art en la Terra", en els camps de Santa Lucía de Ocón, La Rioja, amb el projecte Loi Loi, intervenció lúdica i reflexiva formada per un grup de 12 aranyes d'uns 3,5 metres d'alçada.[25] El vent dona vida a l'obra, generant-hi moviments impredictibles.[26][27][28]

- Arbre de les llengües, 2016, per a commemorar el "Dia de les Llengües".[29] L'escultura té la forma d'un arbre amb fulles que representen les 7.000 llengües vives encara en el món, fetes de ceràmica per alumnes d'escoles i escoletes de València. És un projecte de creació artística col·lectiu i remarca la diversitat cultural i la riquesa del multilingüisme. Es completa amb llums i àudios de les diferents llengües del món a partir de l'Atles lingüístic de la Unesco.

- Exercicis per a créixer, instal·lació artística a la Plaça de la Mare de Déu de València, formada per 4.250 espigues d'ordi fetes amb argila per les ciutadanes i ciutadans: tracta d'acostar la natura a la ciutat.[30]
- Espai privat, Espai imaginat, 2010. Reflexió sobre l'espai interior, ja siga privat o domèstic.[31]
- Les ideals, 2012, en homenatge a les dones cigarreres. Aquesta instal·lació barreja formes, sons, textures i olors, i es desplega en el marc històric de la fàbrica de tabacs d'Alacant, hui centre de cultura. L'obra i l'entorn s'impliquen en termes espacials, lumínics, materials, cromàtics, auditius i aromàtics.[32]

- Ha arribat a la seua destinació, 2011. Museu Vostell Malpartida (Càceres).[33] Tema per evocar el destí, ja que tant l'artista alemany Wolf Vostell el 1976 com ella mateixa el 1988, van triar la península Ibèrica com a destinació. «En realitat no hi ha un destí, el destí és ara mateix», diu Bastiaans. Es compon de cinc instal·lacions que s'integren en l'espai interior i exterior d'aquest museu amb màgia, catedral de l'art fluxus, fundat per Wolf Vostell.[34] Bastiaans hi ha realitzat escultures, intervencions i una instal·lació sonora, al costat del compositor Leopoldo Amigó, que ocupen diferents espais exteriors i interiors del museu creat per Wolf Vostell en el paratge natural dels Barruecos, a Malpartida de Càceres.[35]

- Mulier, Mulieris IV, 2010. L'exposició ret homenatge a les dones com a creadores de vida i transformadores de l'espai circumdant. S'instal·là al Museu de la Universitat d'Alacant.[36]
- REPLAI: pot el present afectar el passat? 2009. Aquesta intervenció vol alterar el temps i l'espai en el museu, una trobada entre obres de diferents artistes del passat dialogant en sintonia amb obres contemporànies, al Museu de Belles Art de Múrcia (MUBAM) i dins del projecte Asincronies.[37]
- Tots els camins porten aroma, 2008. De manera al·legòrica reconstrueix la pròpia morfologia del paisatge introduint-hi elements que habiten artificialment en l'entorn natural d'El Carpio.
- Plaisir de fleurir, 2007. Exaltació de la natura, en què es fon el concepte i la forma: formes orgàniques i materials sintètics que componen una atmosfera misteriosa amb música, l'olor i tacte.[38][39][40]
- Veïns verticals, 2007, en Lametro de València. Va convertir la sala en un enorme aquari que es podia observar des de l'interior i des de l'exterior, amb formes orgàniques i materials sintètics en un món acolorit on la llum era la màxima protagonista. Teixits, plàstics i silicones construïen unes originals escultures que exaltaven la natura.
- Germinal, 2006.[41] Al·ludia al procés de transformació de la llavor en una nova planta amb inquietants meduses gegants mig soterrades a la platja.
- Migdia se celebra a l'interior, 2006. Es componia d'una xarxa de niló en la natura, amb la llum del sol i el vent. En el paisatge l'obra formava part de l'entorn.
- Moony, 2002. Intervencions plàstiques en la Marina al País Valencià.
- Uwaga!, 2001. Intervenció a la plaça del Mercat de València per a l'Espai d'Art la Llotgeta, Obra Social de la CAM. Xarxa de flotadors, de 10101,7 m d'alçada.
- Adéu, tristesa, 2000. Intervenció en un camp de 270 tarongers morts a Riba-roja de Túria, País Valencià.[42]

## Exposicions
Ha participat en fires i exposicions nacionals i internacionals, entre altres: La Biennal d'Uppsala, Suècia, i de St. Lorenzen, Àustria; Catalyst Arts, Belfast, Irlanda-N; Oisterwijk Skulptuur, Oisterwijk, Països Baixos; Museu da Água, Lisboa, Portugal; Hemelzweet. Odapark, Venray, Països Baixos; K. Art Museum, Komagane, Japó; Bassin, Maastricht, Països Baixos; KuuB, un espai multifuncional per a l'art i la cultura al barri dels museus d'Utrecht; Festival d'art Intramurs, València.
Ha exposat en galeries i museus: Museu Vostell Malpartida, Càceres; Espai Lambert, Xàbia; Galeria Laesferazul, València; Galeria Theredoom, Barcelona; Galeria Interart, Heeswijk-Dinther, Països Baixos; Fundació Espais, Girona; Espai C, Santander; MUVIM, València; Espai Quatre, Palma, Mallorca; Galerie J. Straten, Grubbenvorst, Països Baixos; Casa d'Espanya, Utrecht (Països Baixos). Galerie Kunst, Badhoevedorp (Països Baixos). Galerie Telloor, Alkmaar (Països Baixos). Lametro, València; Alzira, Sala Parpalló, València; Segona Biennal de Canàries, Tenerife; Gouvernement aan de Maas, Maastricht, Països Baixos (selecció 1994-2009). Galeria Laesferazul, València; El Centre d'Art La Regenta de Las Palmas de Gran Canària; Fundació Antonio Pérez (Conca); VIII Trobada Biennal ArteLanzarote 2015; Intramurs, Festival per l’art a València, 2015 LAMETRO FGV.

## Entrevistes i vídeos

### Entrevistes
Les entrevistes concedides per Monique Bastiaans, íntimament relacionades amb la seua obra, n'expliquen el perquè i l'evolució, des de la idea fins a la intervenció en l'espai públic.
MAKMA Revista de les arts visuals i cultura contemporània. Creixent Monique Bastiaans.
Camp d'Ordi Intramurs, 2015.
KUUB (2014)
BARBARA BACONI. MONIQUE BAS...

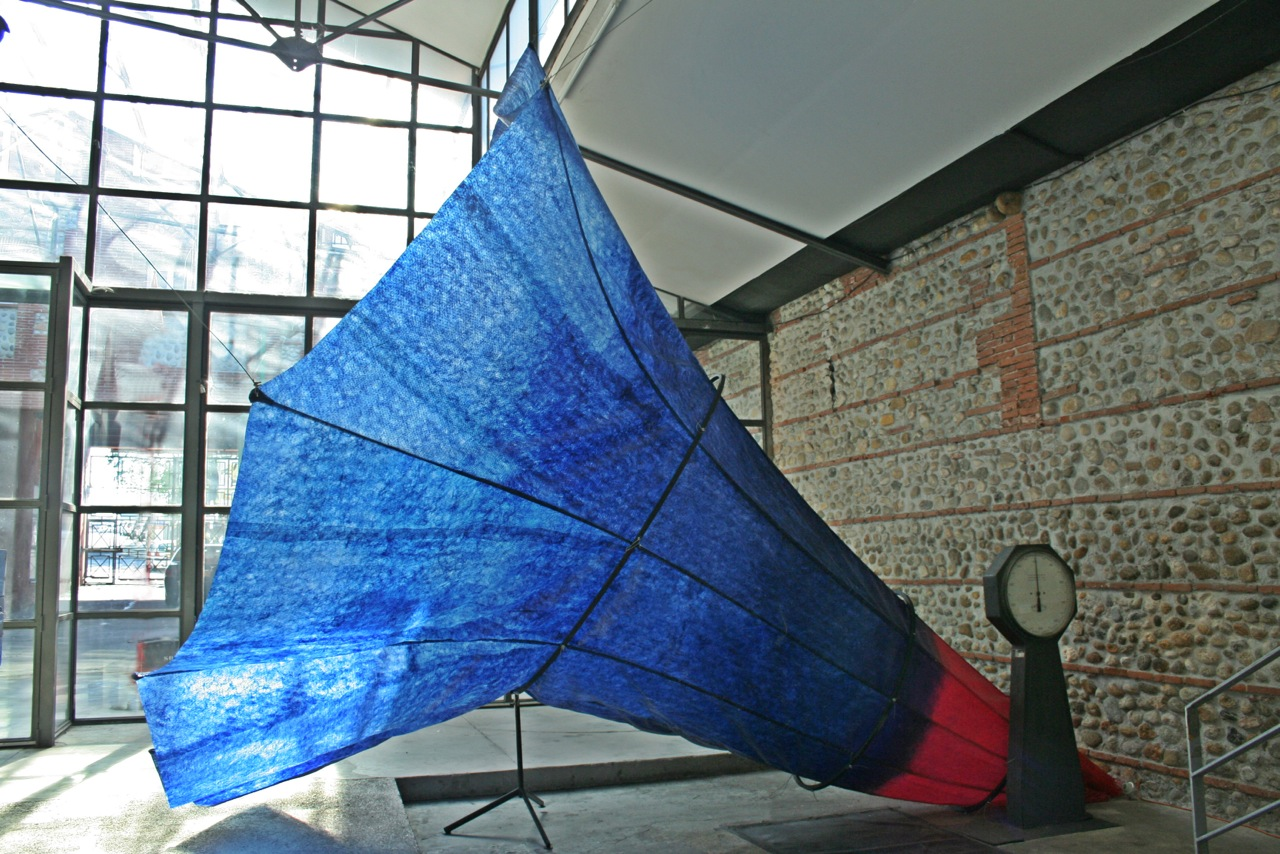
Gran germana. Monique Bastiaans

Exercicis per a créixer EspaiIDEO_INTRAMURS_
Exposició ACENTMETRESDUCENTREDUMONDE PERPINYÀ (2010)
Cabanyal

### Vídeos
En els vídeos se'n mostra el procés creatiu i el resultat, i això permet conéixer i gaudir en qualsevol moment de l'art efímer.
Alguns dels seus vídeos són: 
- LoiLoi.[49]
- L'arbre de les llengües. L'altre eco. Centre del Carme. València. Juny. 2016.[50]
- Exercicis per a créixer.[51][52]

- Tots els camins porten aroma.[53]
- Les ideals.[54]
- FIA Chateau De Bougey 2013, France.[55]
- Veïns verticals.[56]
- El Carpio Scarpia VII.[57]
- Observatori 2005.[58]

## Obres en col·leccions
- Estat espanyol: Museu Vostell Malpartida, de Càceres; Museu de Calahorra, Calahorra.
- País Valencià: Ajuntament de València; Ajuntament de Xiva; Ajuntament de Castelló de Rugat, Gandia; Laimprenta, València; LaMetro, València, Ajuntament de Carlet; Torres Impressors, Carlet; Universitat Politècnica de València; Cellers de Carlet; Ferrocarrils de la Generalitat Valenciana; Conselleria d'Educació, Recerca, Cultura i Esport, València; Cellers Gandia, Requena.[59]
- Catalunya del Nord: Centre d'Art Contemporani, Perpinyà.
- Estat francés: Château de Bougey, Bougey;
- Països Baixos: Gouvernement Maastricht; ARCUS College, Heerlen; Col·lecció Astrid en Dick Rackhorst, Heeswijk; Golden Tulip Hotel, Amsterdam;  Kunstuitleen Utrecht; Ajuntament d'Ysselstein; Ajuntament d'Utrecht; Stadsschouwburg Utrecht.